# Virrat
Virrat este o comună din Finlanda.